# Fuping Xian (ort i Kina, Shaanxi, lat 33,52, long 107,98)
Fuping Xian är en ort i Kina. Den ligger i provinsen Shaanxi, i den nordvästra delen av landet, omkring 120 kilometer sydväst om provinshuvudstaden Xi'an. Antalet invånare är 30 075. Befolkningen består av 13 851 kvinnor och 16 224 män. Barn under 15 år utgör 14,0 %, vuxna 15-64 år 75 %, och äldre över 65 år 10,0 %.
Runt Fuping Xian är det ganska glesbefolkat, med 23 invånare per kvadratkilometer. Fuping Xian är det största samhället i trakten. I omgivningarna runt Fuping Xian växer i huvudsak blandskog.
Genomsnittlig årsnederbörd är 1 075 millimeter. Den regnigaste månaden är juli, med i genomsnitt 217 mm nederbörd, och den torraste är december, med 2 mm nederbörd.